# Venus y Marte

La conjunción de los símbolos astronómicos del planeta Venus y el planeta Marte se identifica como el símbolo de la relación sexual.

Venus y Marte es la denominación genérica de un episodio muy tratado en la pintura mitológica: la relación entre los dioses Venus-Afrodita y Marte-Ares, que en algunos mitógrafos es adúltera y en otros legítima. Su emparejamiento es altamente simbólico, dado que cada uno representa una muy distinta pasión humana: el amor y la guerra. El fruto de su relación fue Cupido-Eros, por lo que muy a menudo también aparece con ellos.
La iconografía habitual de los tres personajes es: Marte con sus armas (despojado de ellas si está en plena relación amorosa), Venus desnuda (sus atributos suelen ser su cinturón o la manzana de Discordia) y Cupido como putti (niño alado) con arco y flechas.

## Arte grecorromano
El tema fue tratado ya en el arte grecorromano.

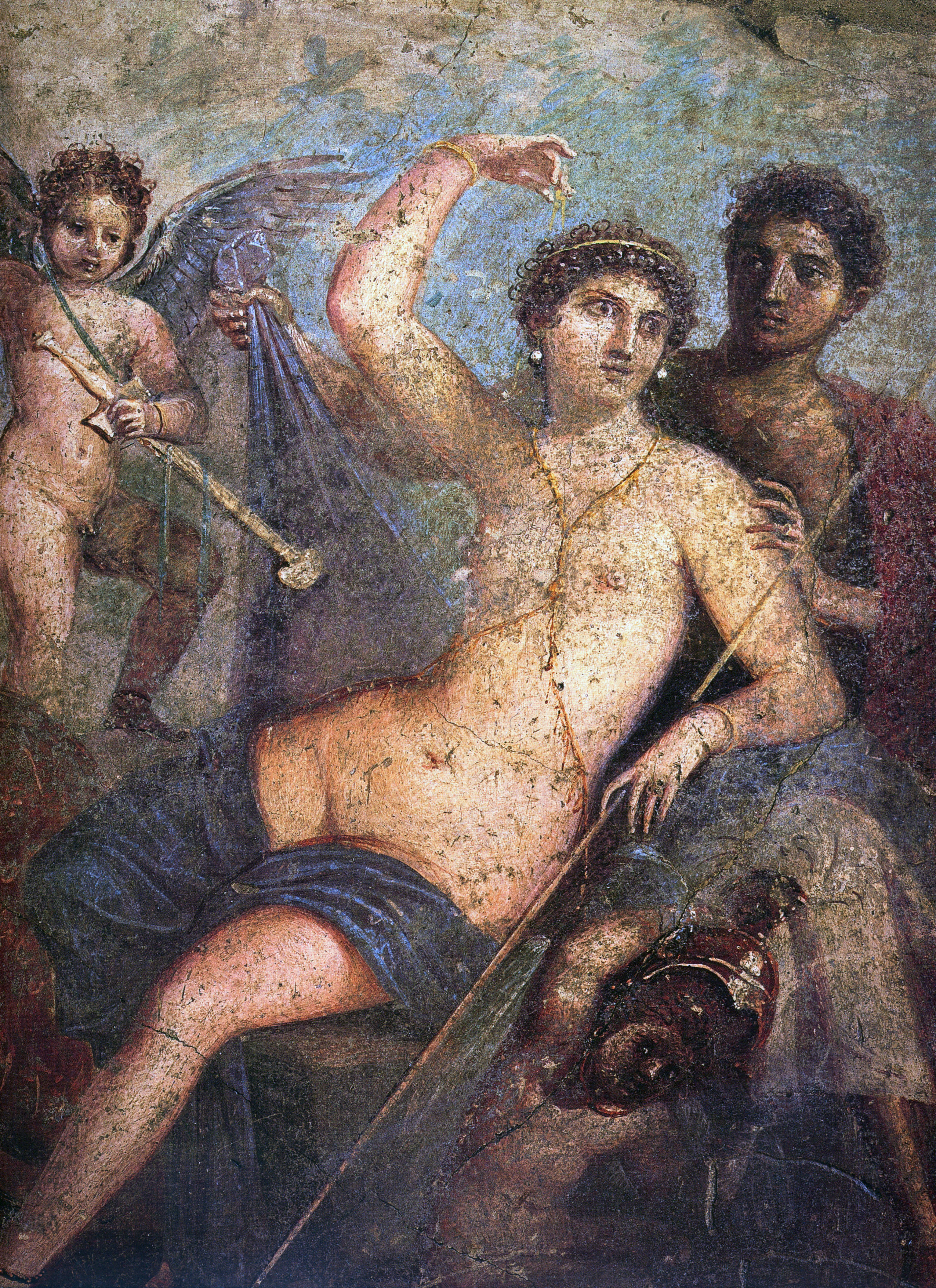
Fresco de Pompeya.
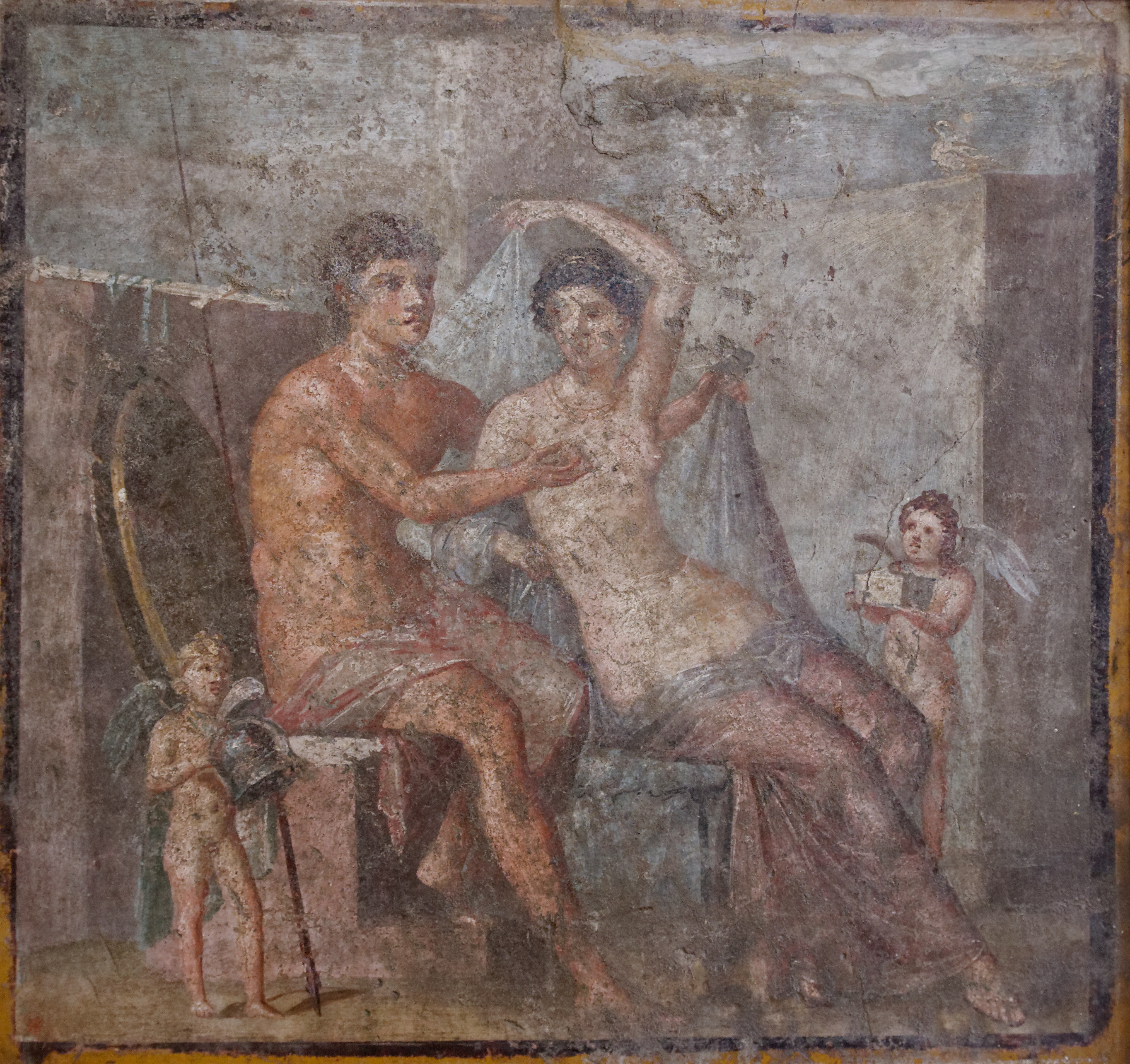
Ídem.
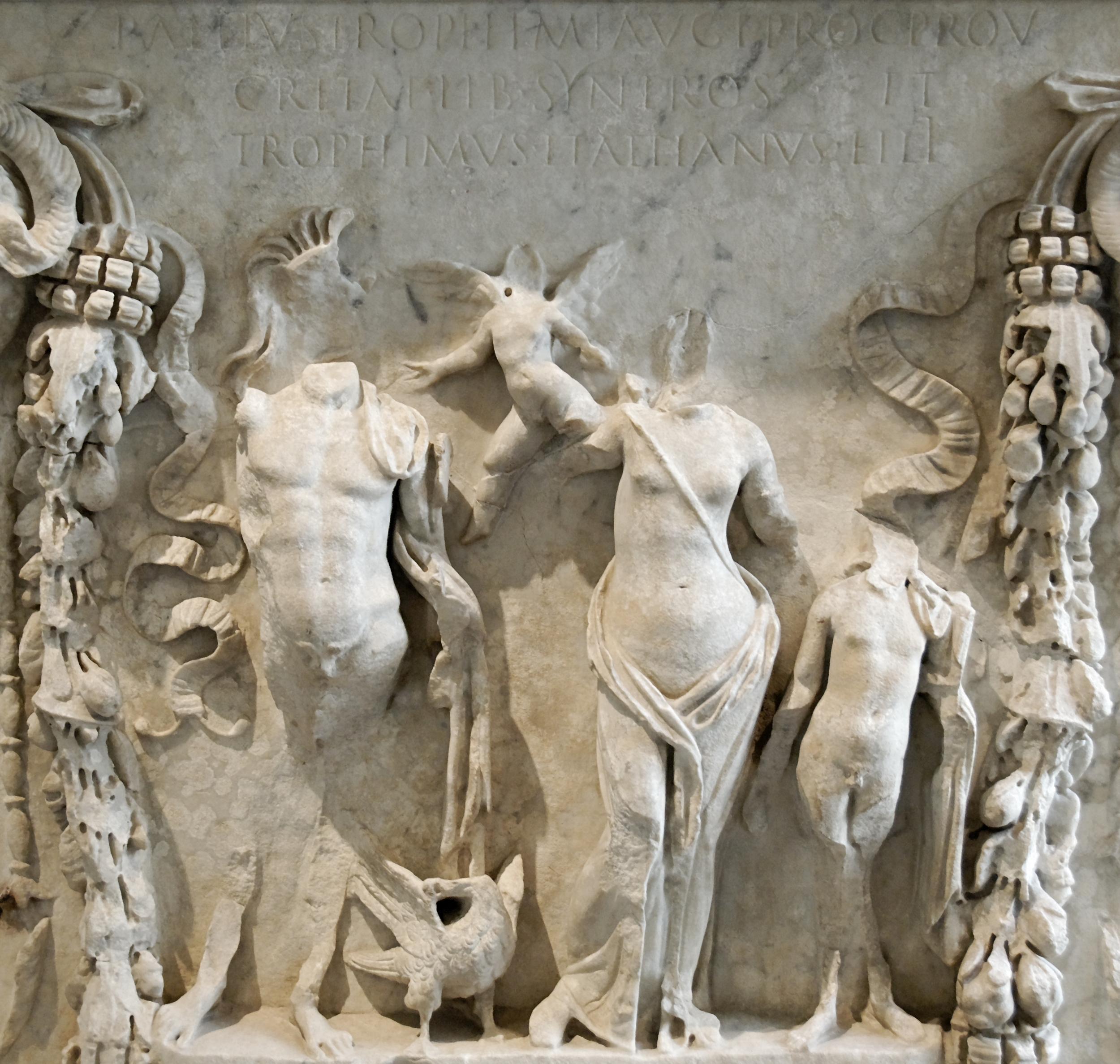
Altar de Marte y Venus.
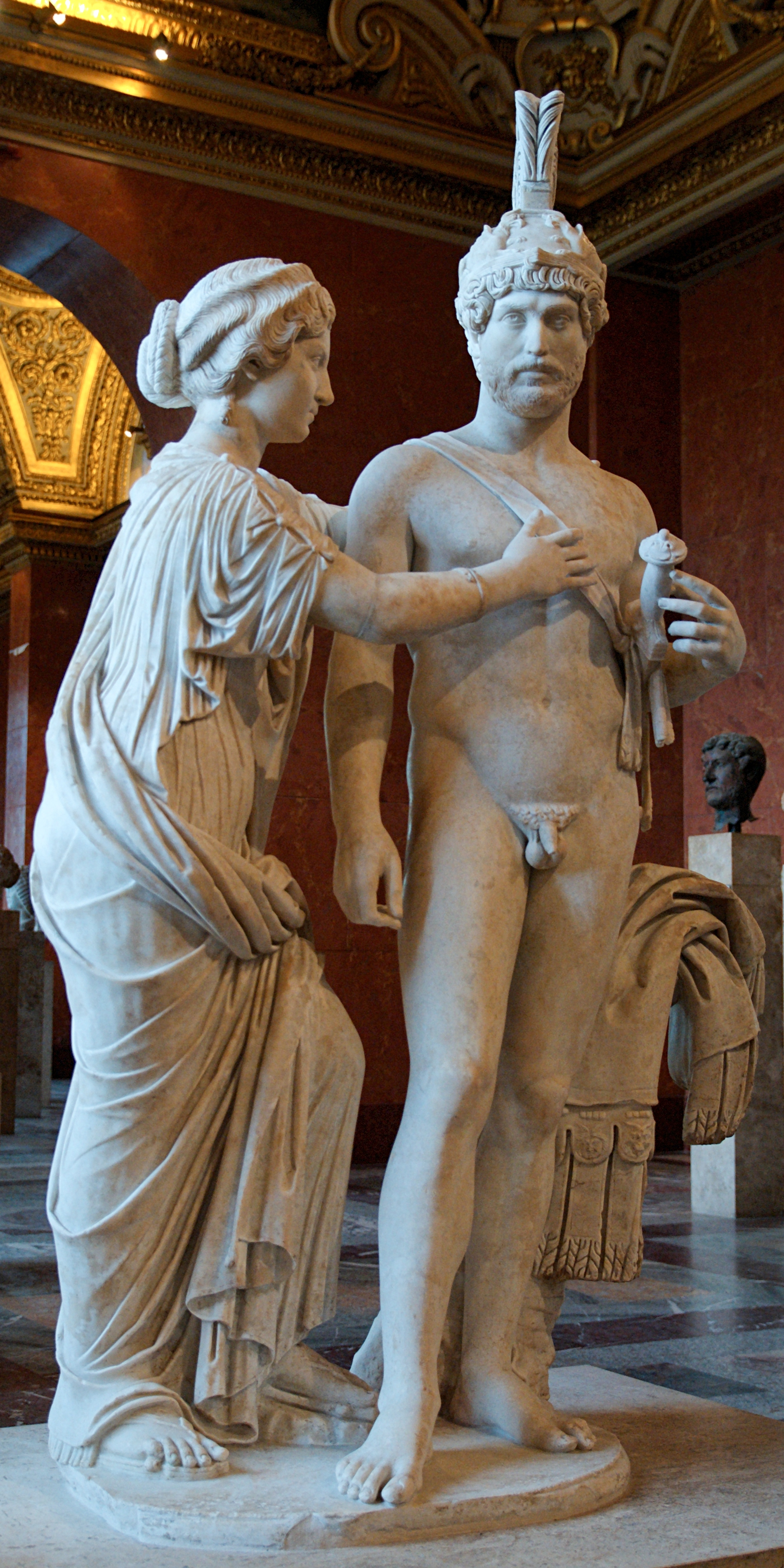
Pareja imperial (Adriano y Sabina, convertidos luego en Lucio Vero y Lucila) divinizada como Venus y Marte. Escultura romana del siglo II.

## Renacimiento y Manierismo
La popularidad de la escena  a partir del Renacimiento se explica suficientemente por la excusa que da a la representación de desnudos (demandados en el mercado de arte y prestigiados por la formación académica de los pintores), aunque a veces se ha buscado otro momento de la relación.

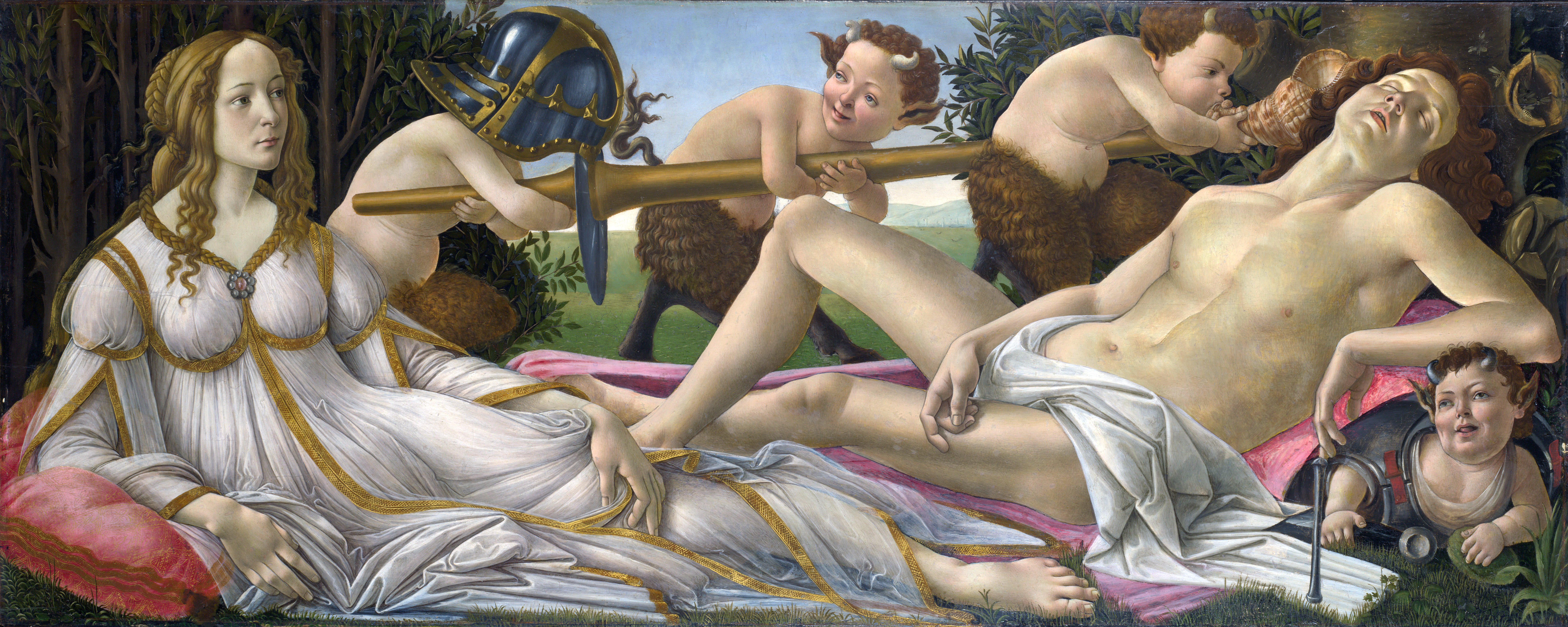
Venus y Marte (Botticelli), 1483.
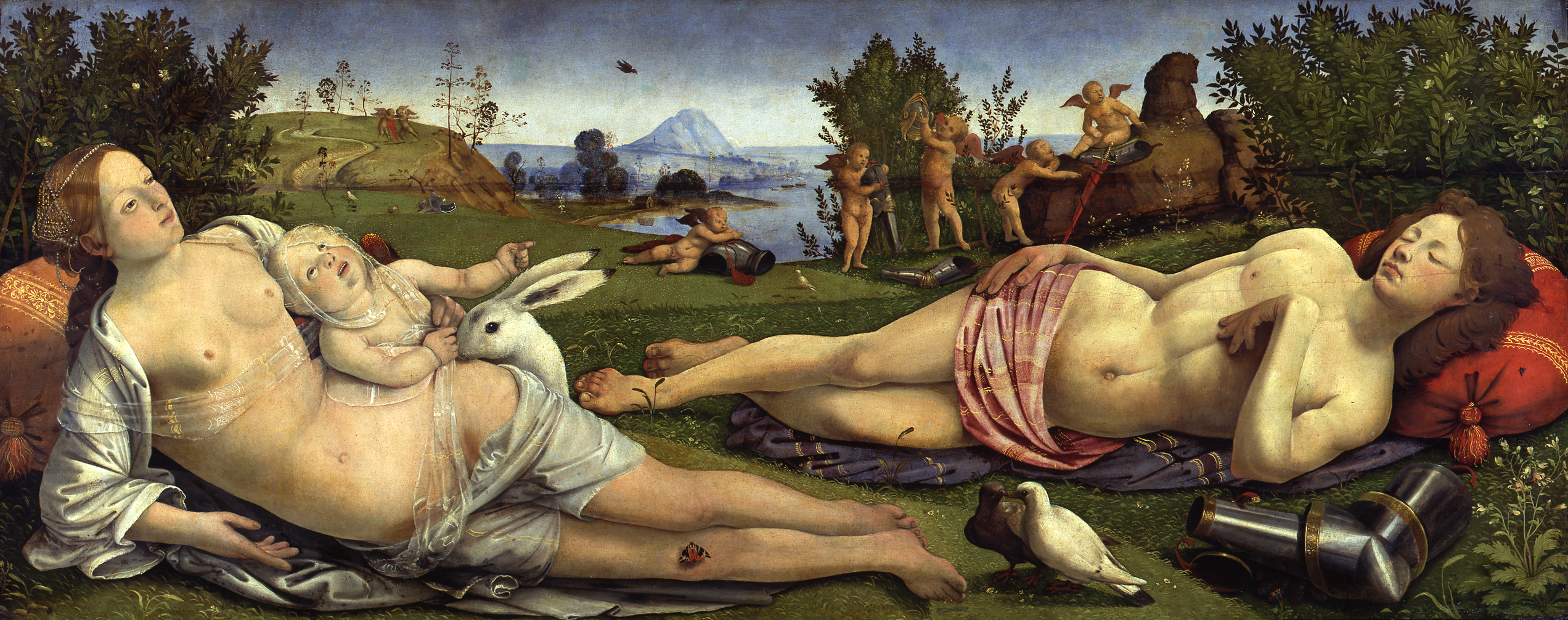
Piero di Cosimo, 1505.
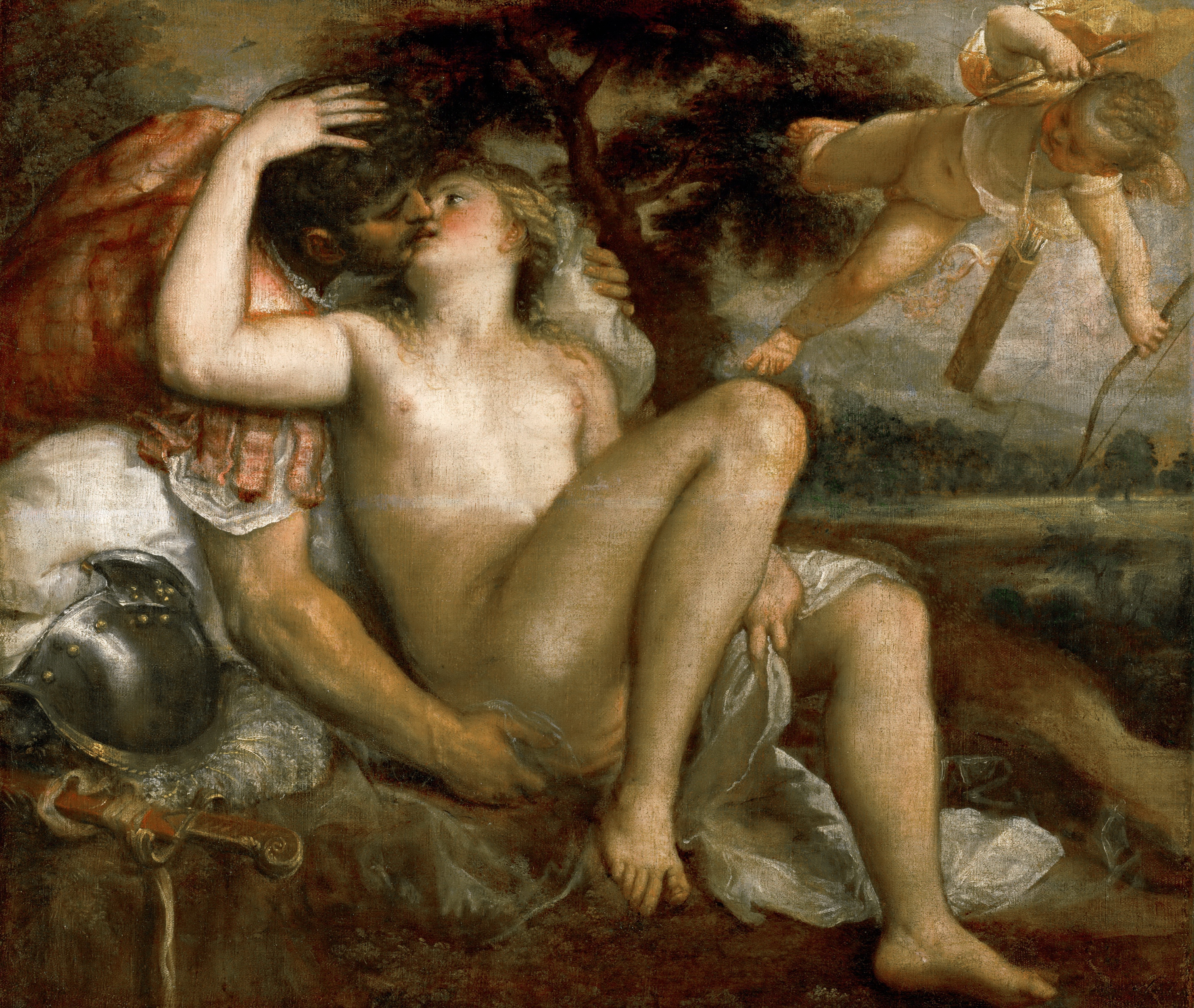
Tiziano, 1530.
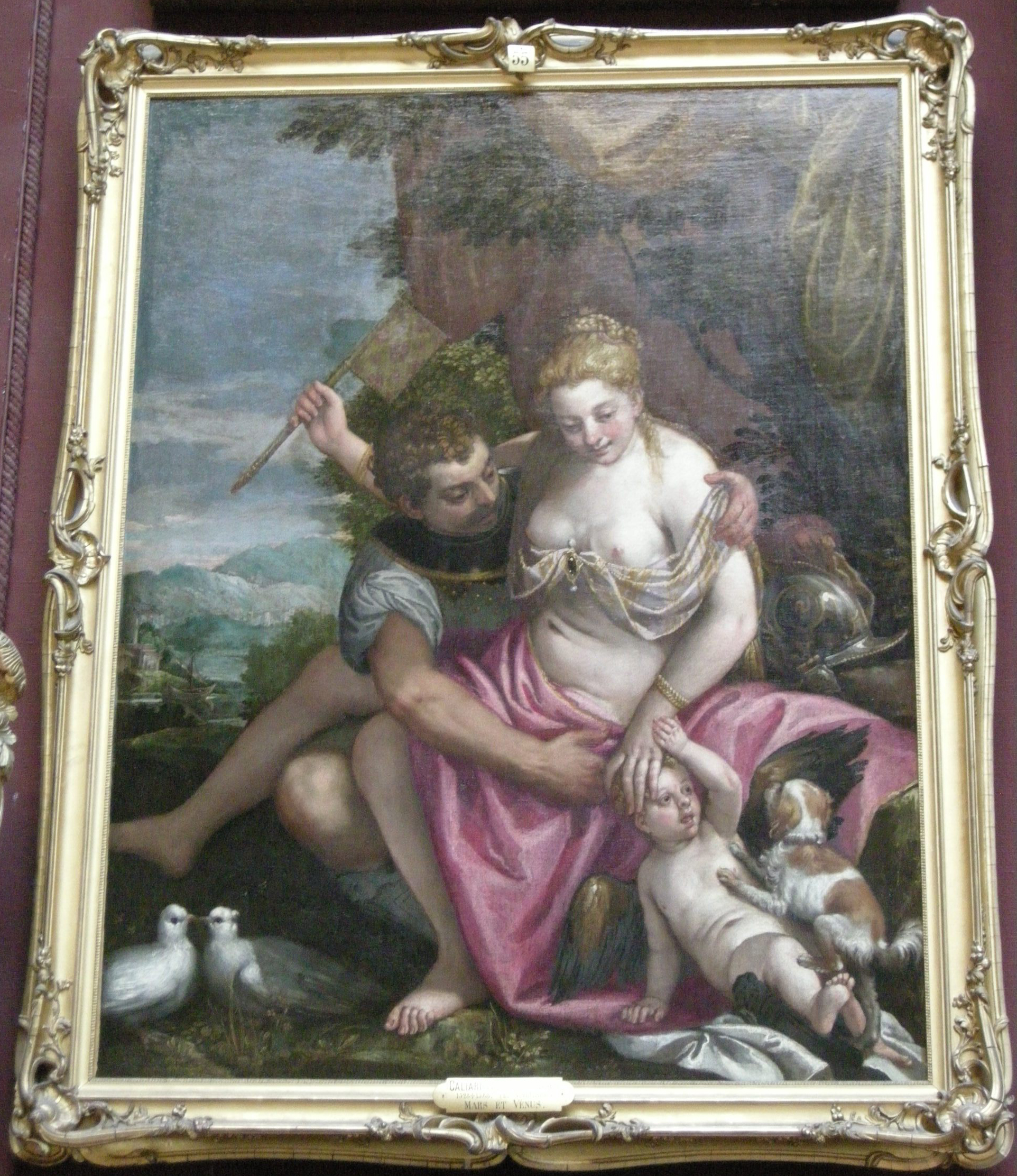
Veronés.
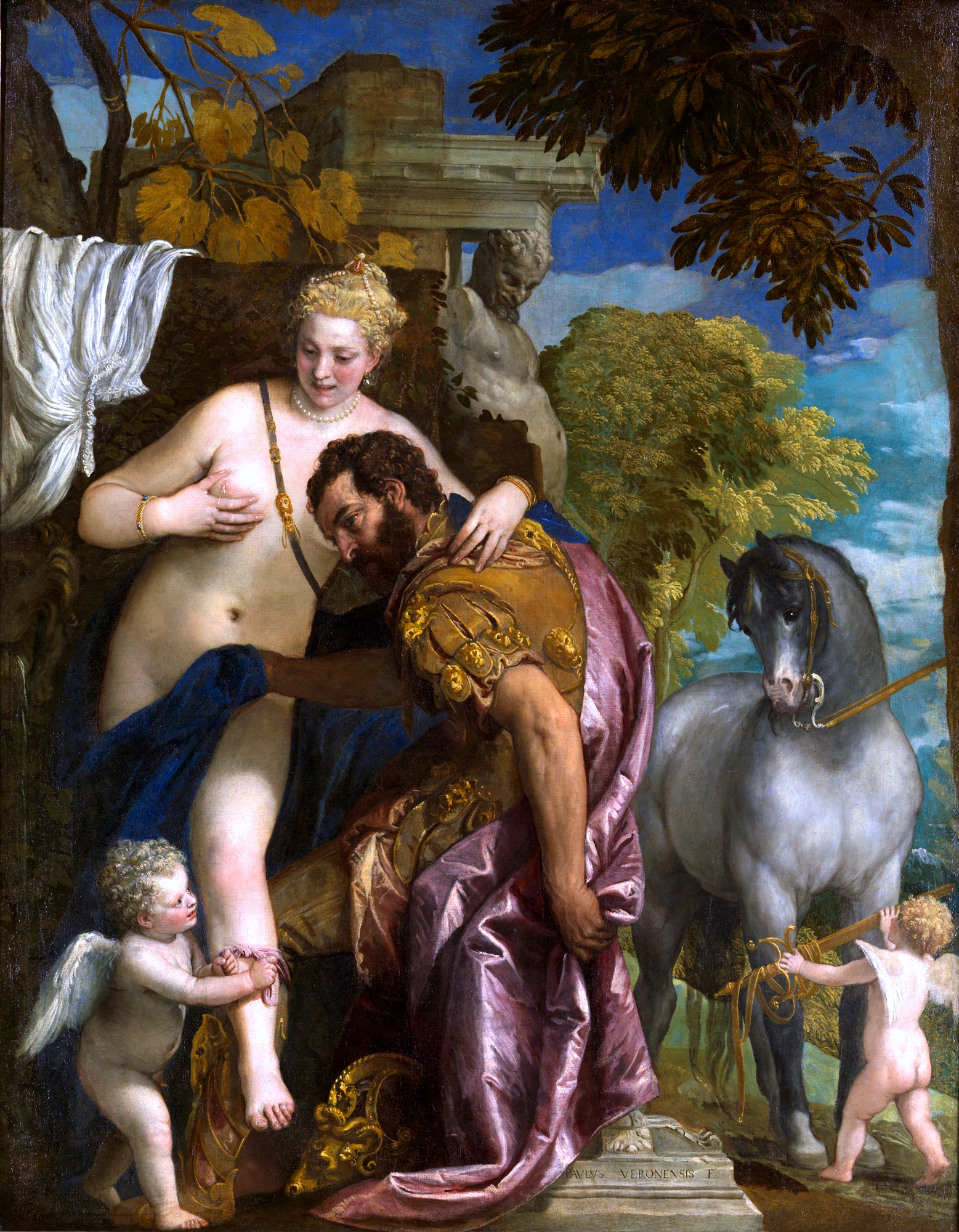
Veronés, 1570.
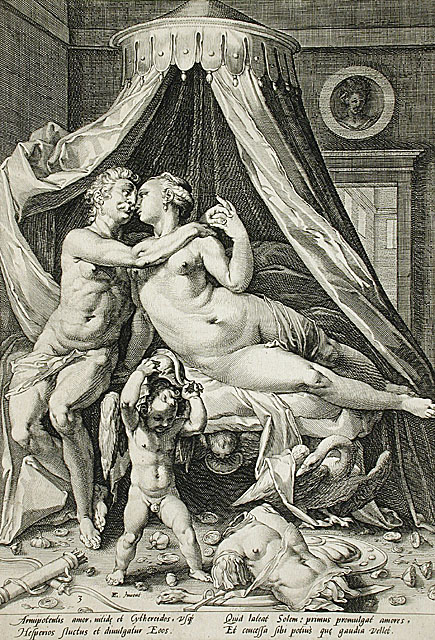
Jacob Matham, 1590.

## Barroco y Clasicismo
El tema fue tratado por muchos maestros del Barroco y el Clasicismo como los Carracci, Carlo Saraceni, Rubens, Jordaens, Poussin, Luca Giordano, etc. También por los del Neoclasicismo a partir de mediados del siglo XVIII.

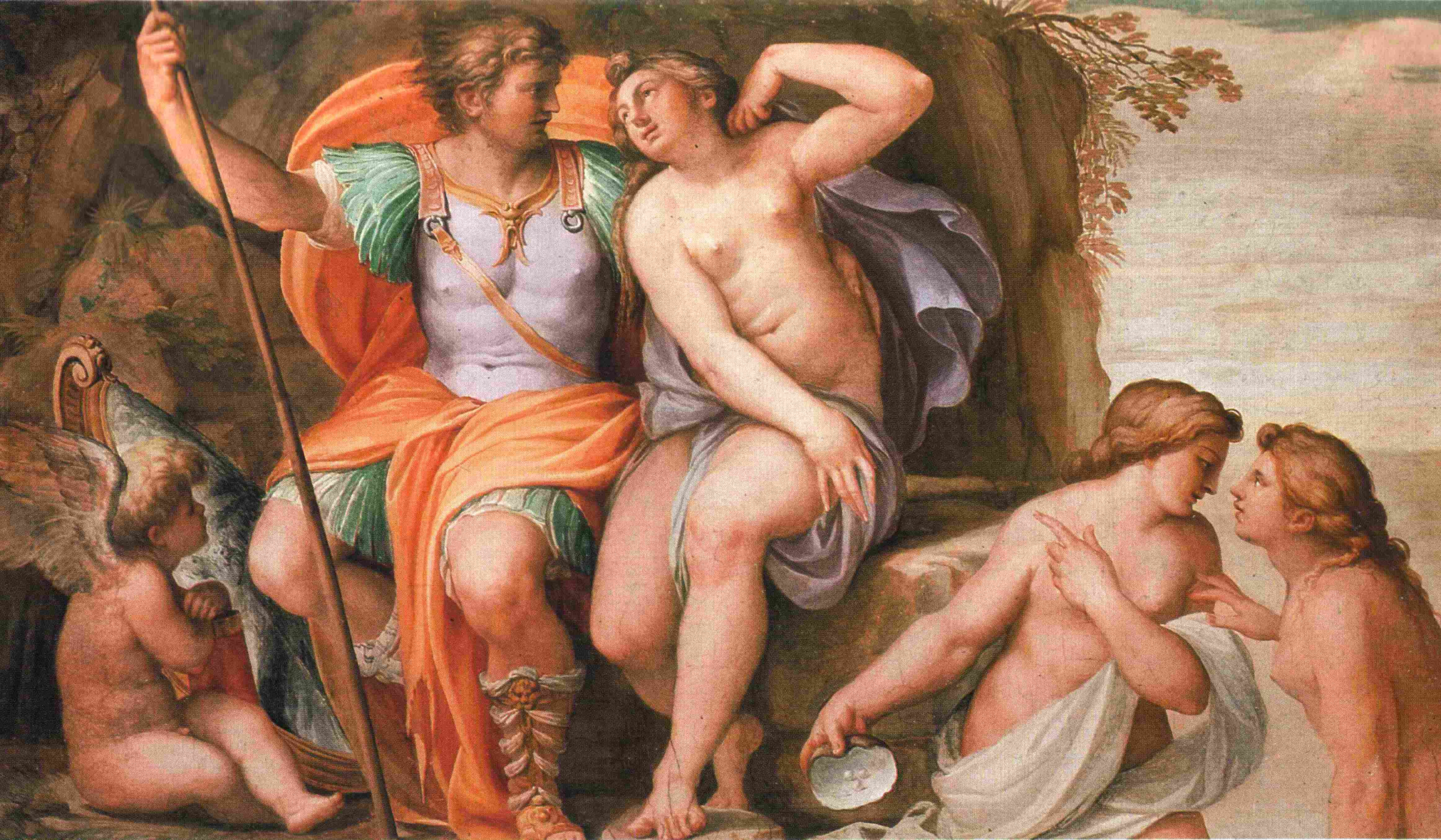
Venus y Marte, de Agostino Carracci, 1600.
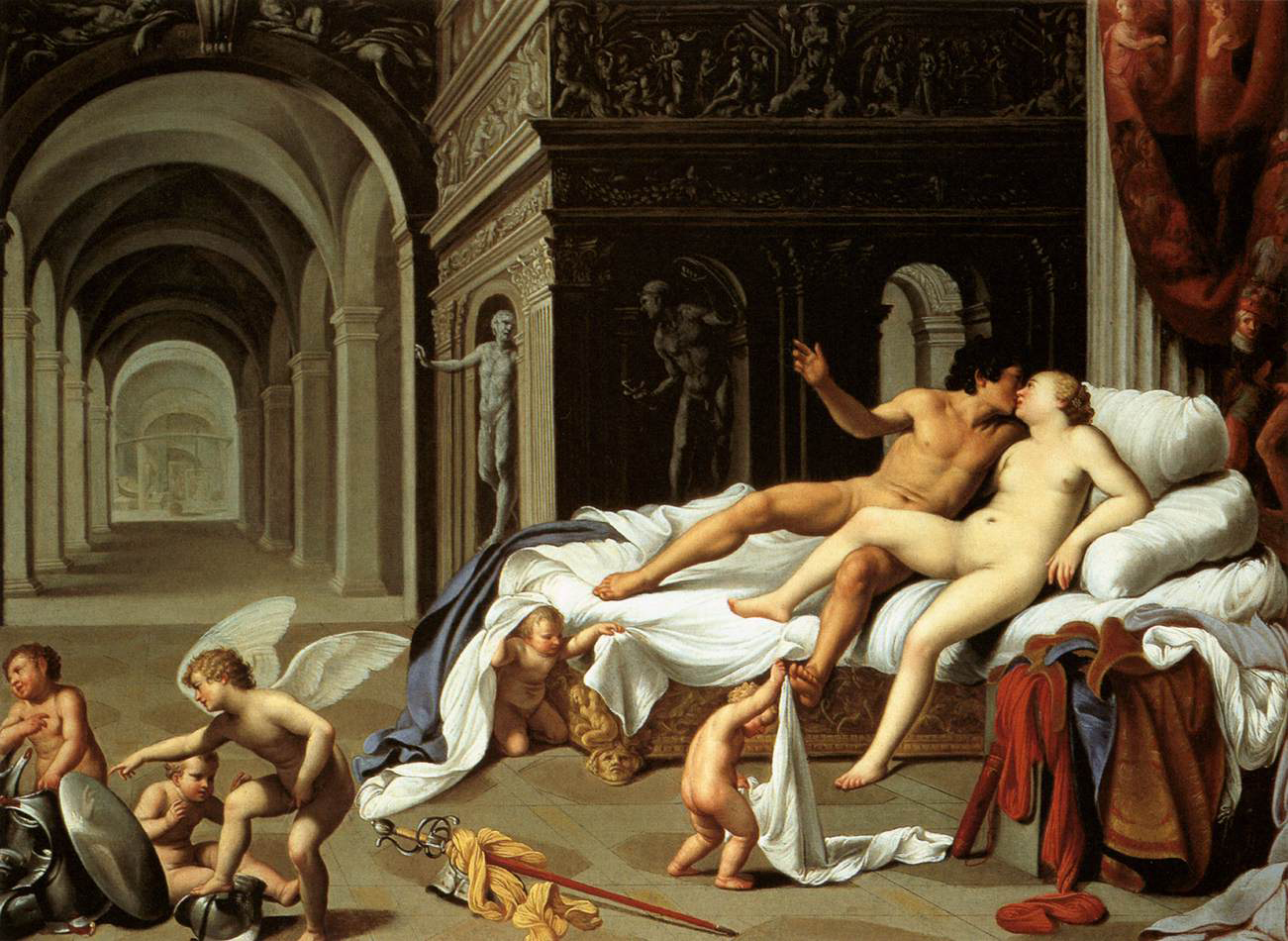
Venus y Marte (Saraceni), 1600.
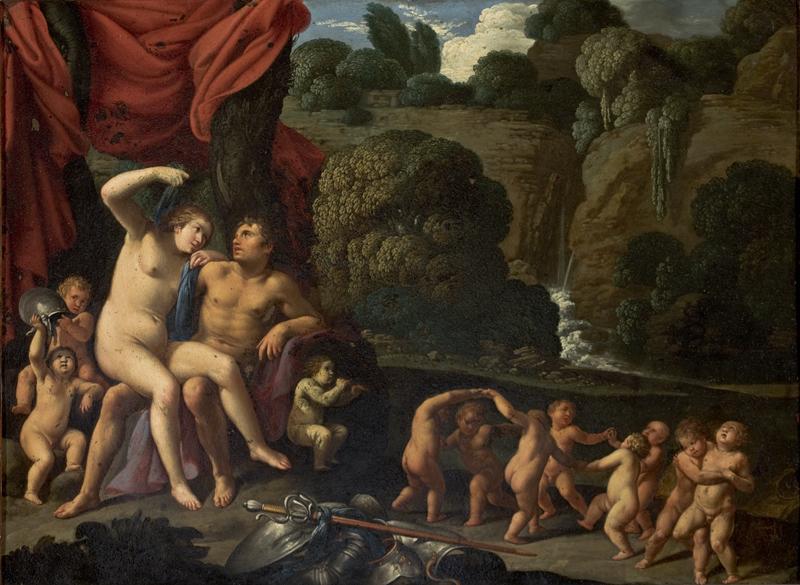
Otra versión, del mismo Carlo Saraceni, 1605.
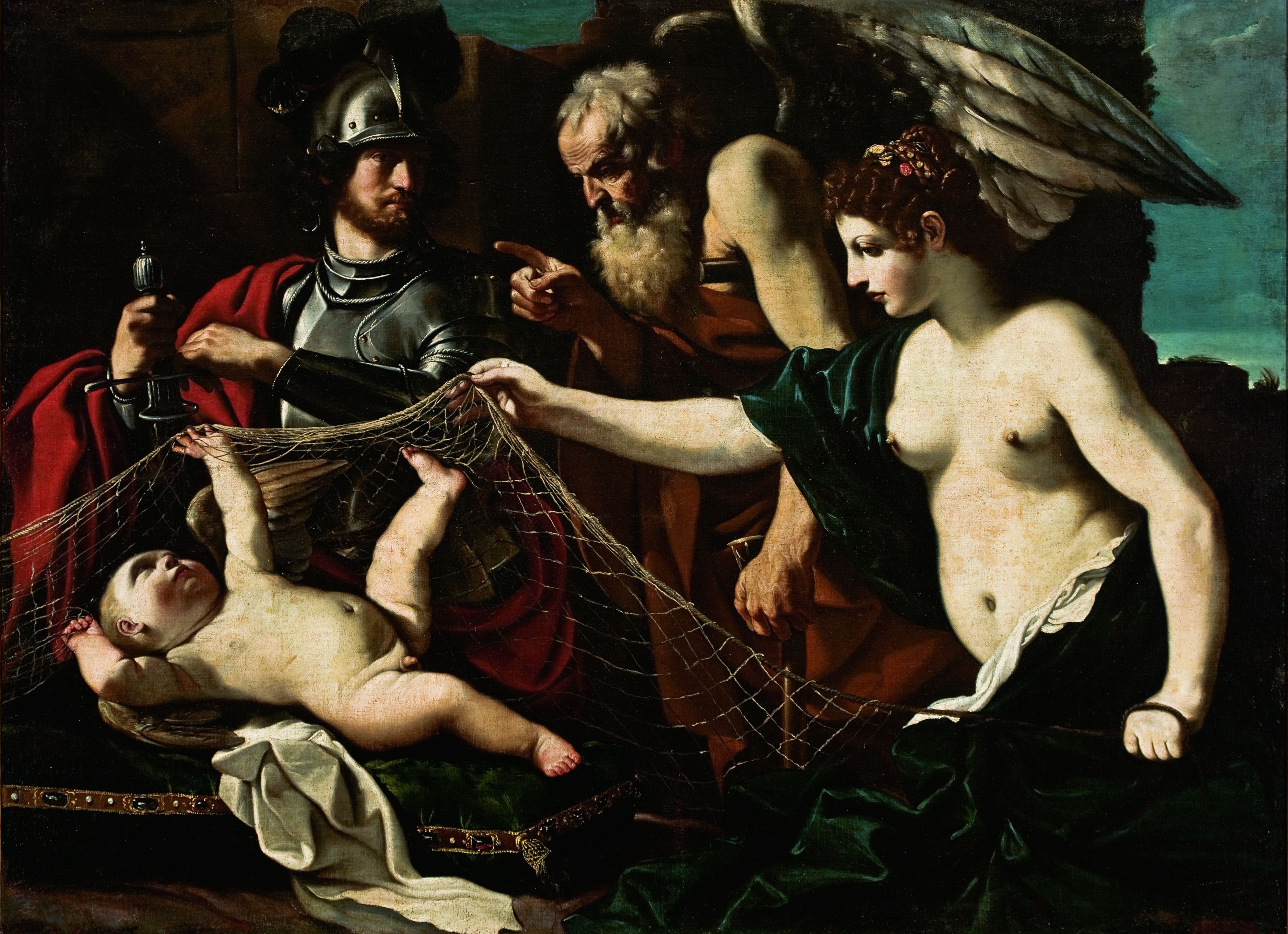
Guercino (Venus, Marte, Cupido y el Tiempo), 1624.
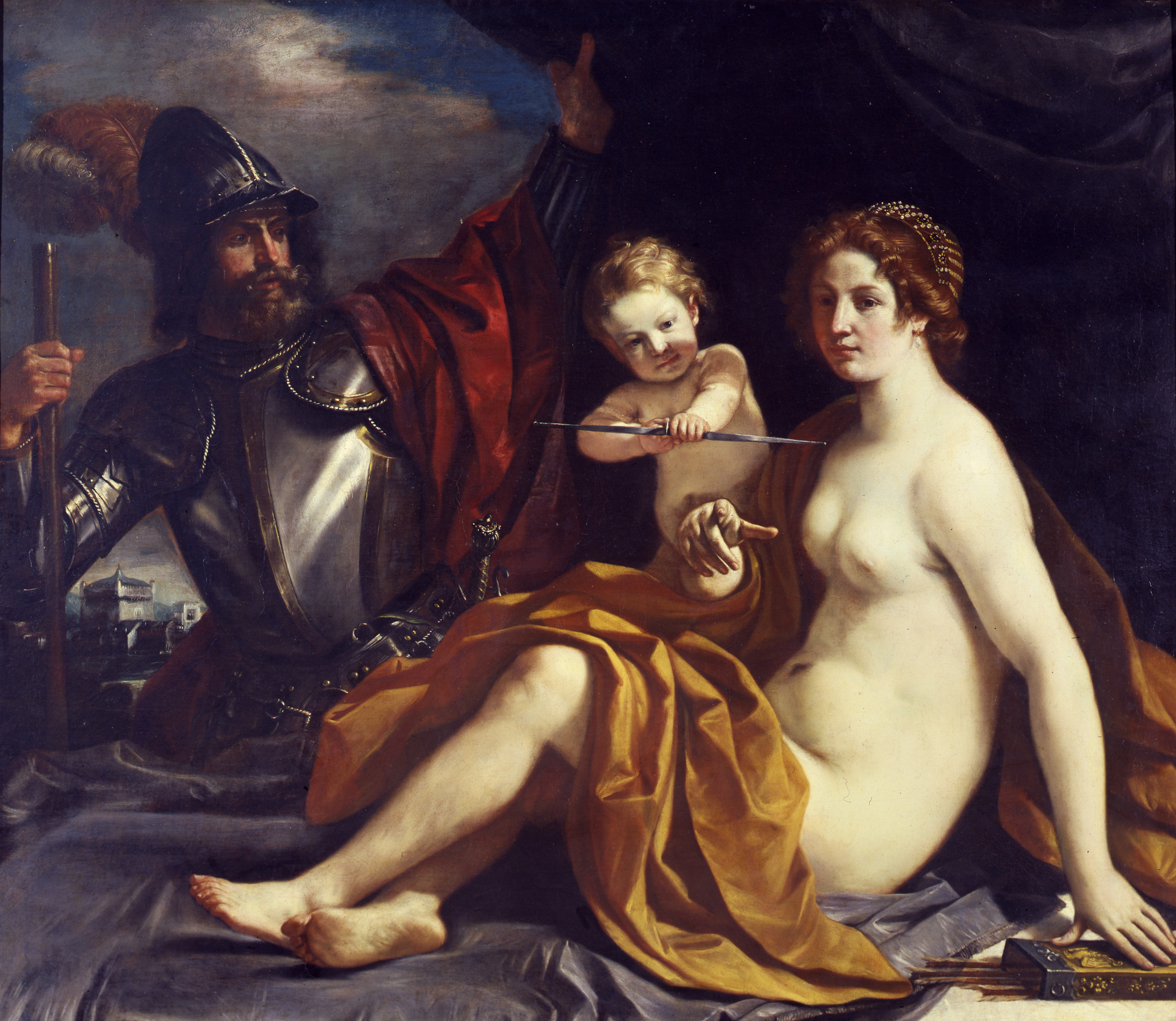
Guercino (Venus, Cupido y Marte), 1633.
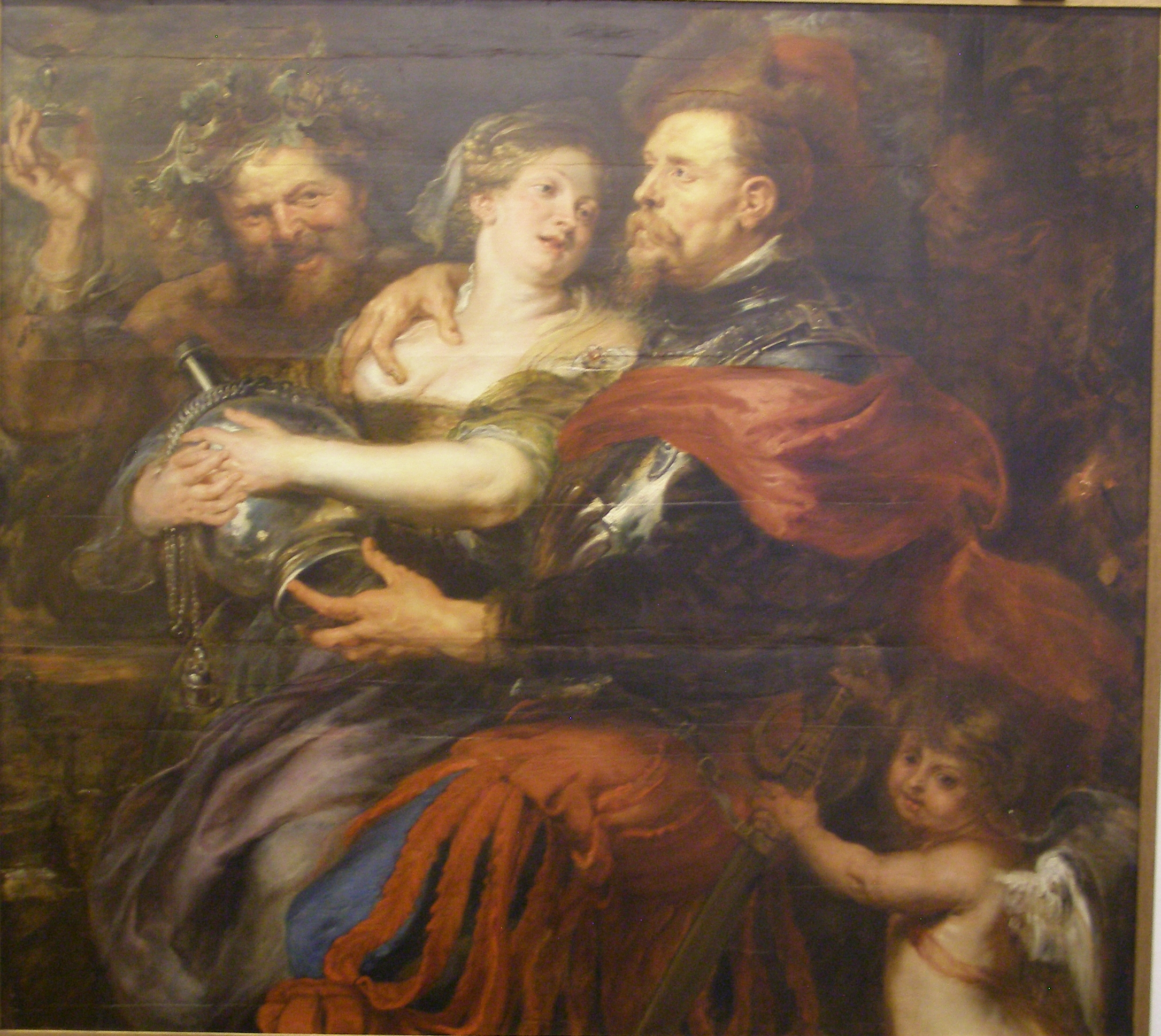
Rubens.
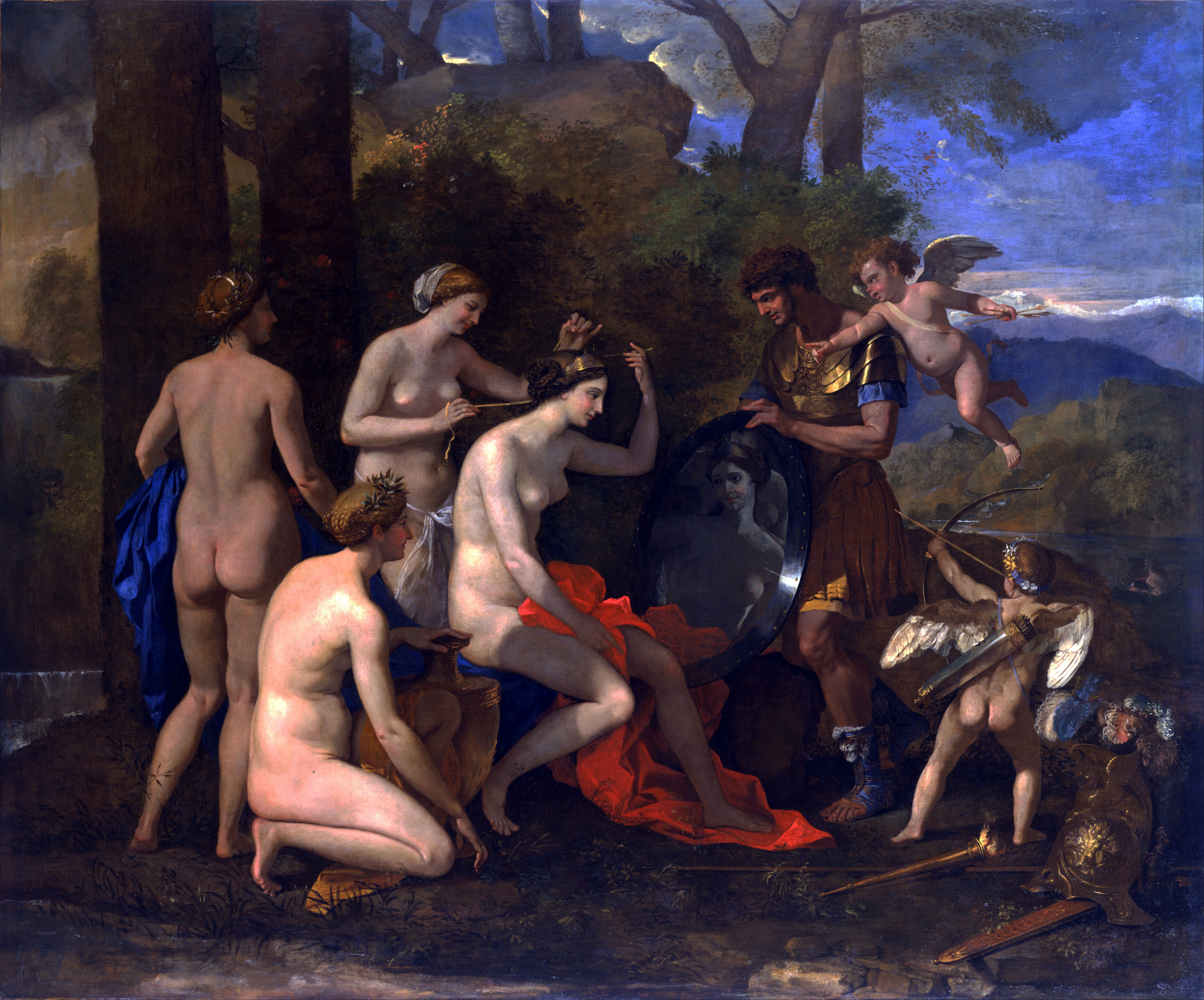
Poussin, 1633.
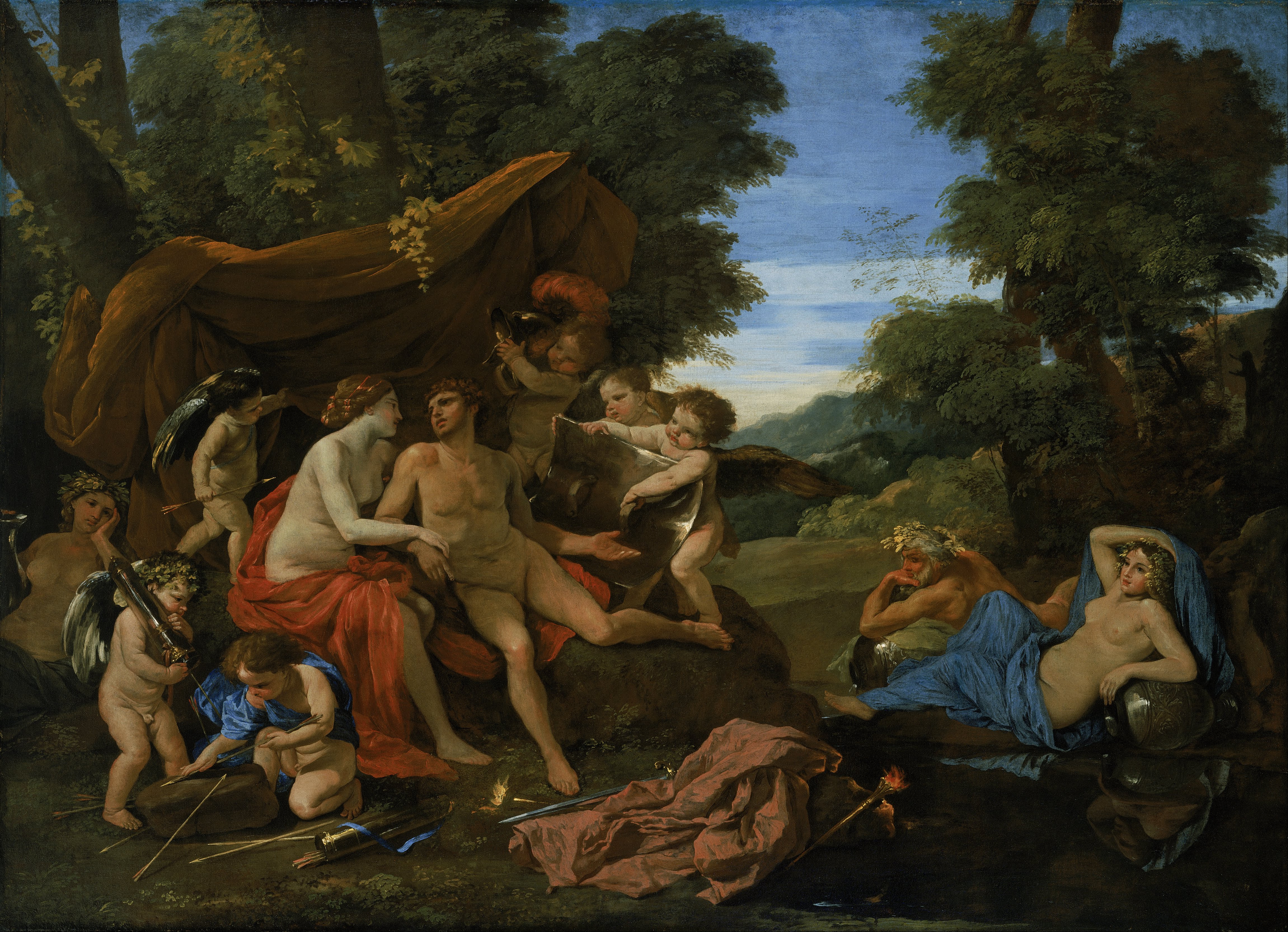
Poussin, 1630.
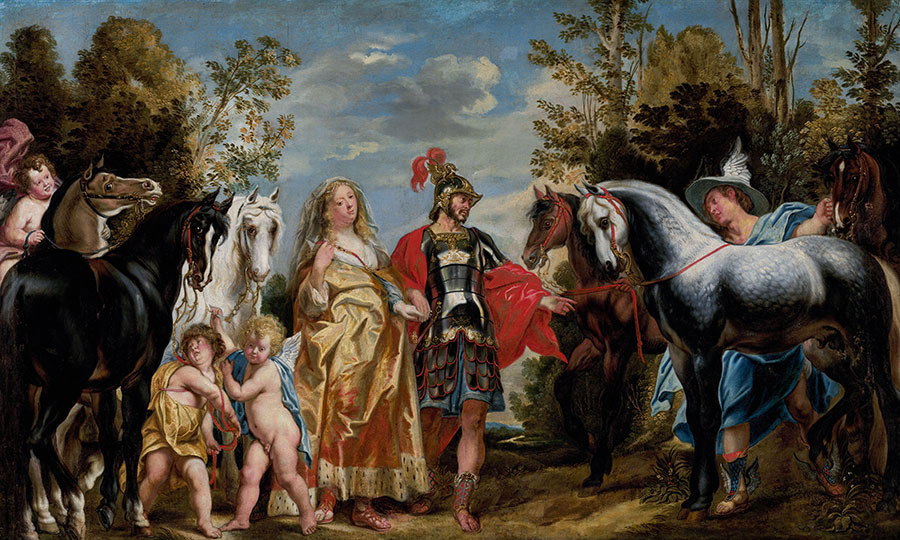
Jordaens (Marte y Mercurio conduciendo los caballos a Venus), 1645-1650.
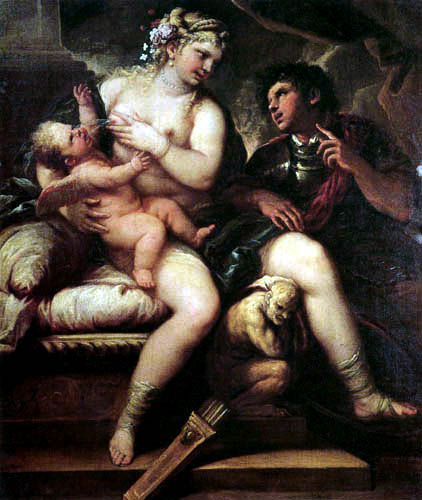
Luca Giordano, 1663.
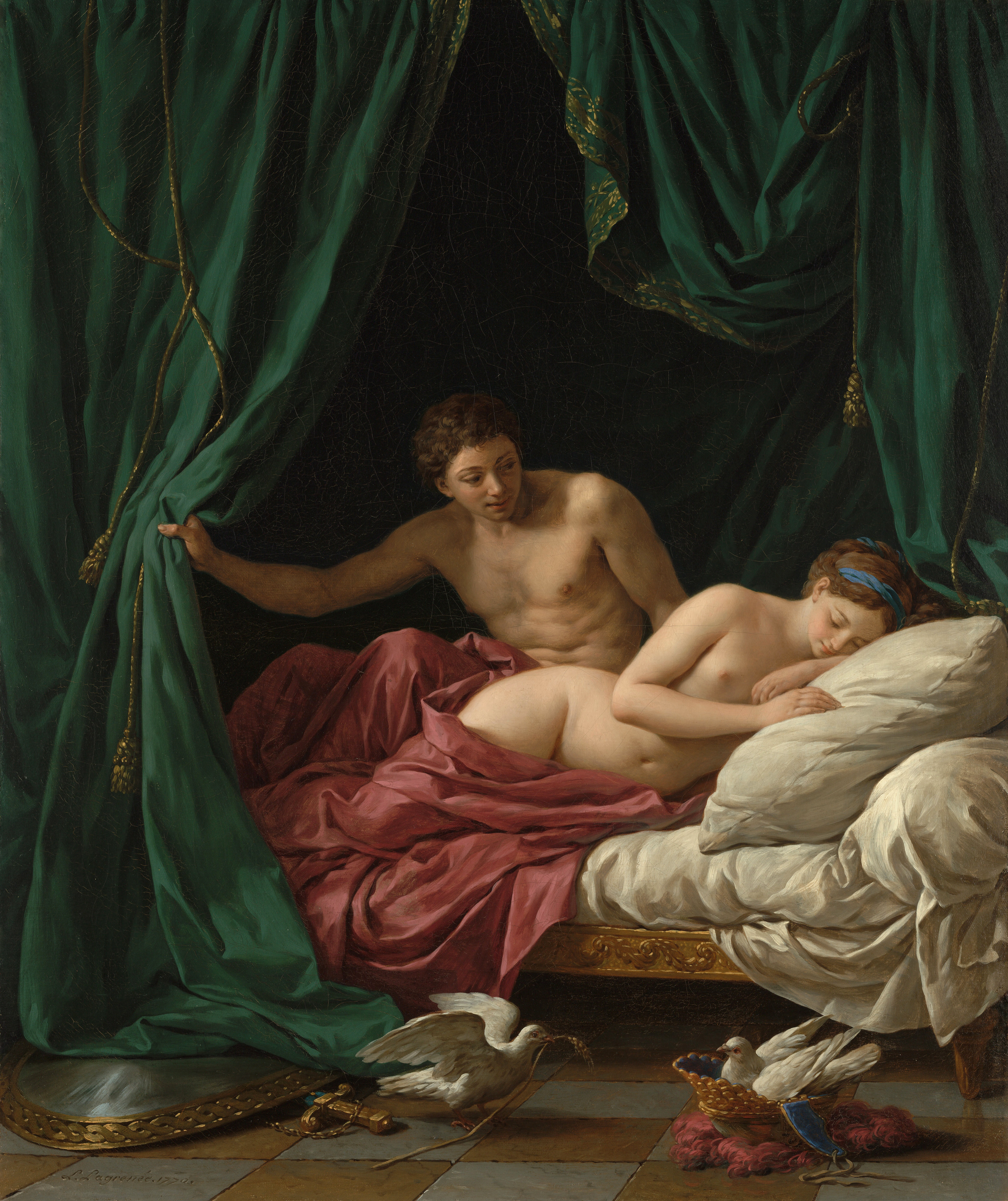
Louis Jean François Lagrenée, 1770.
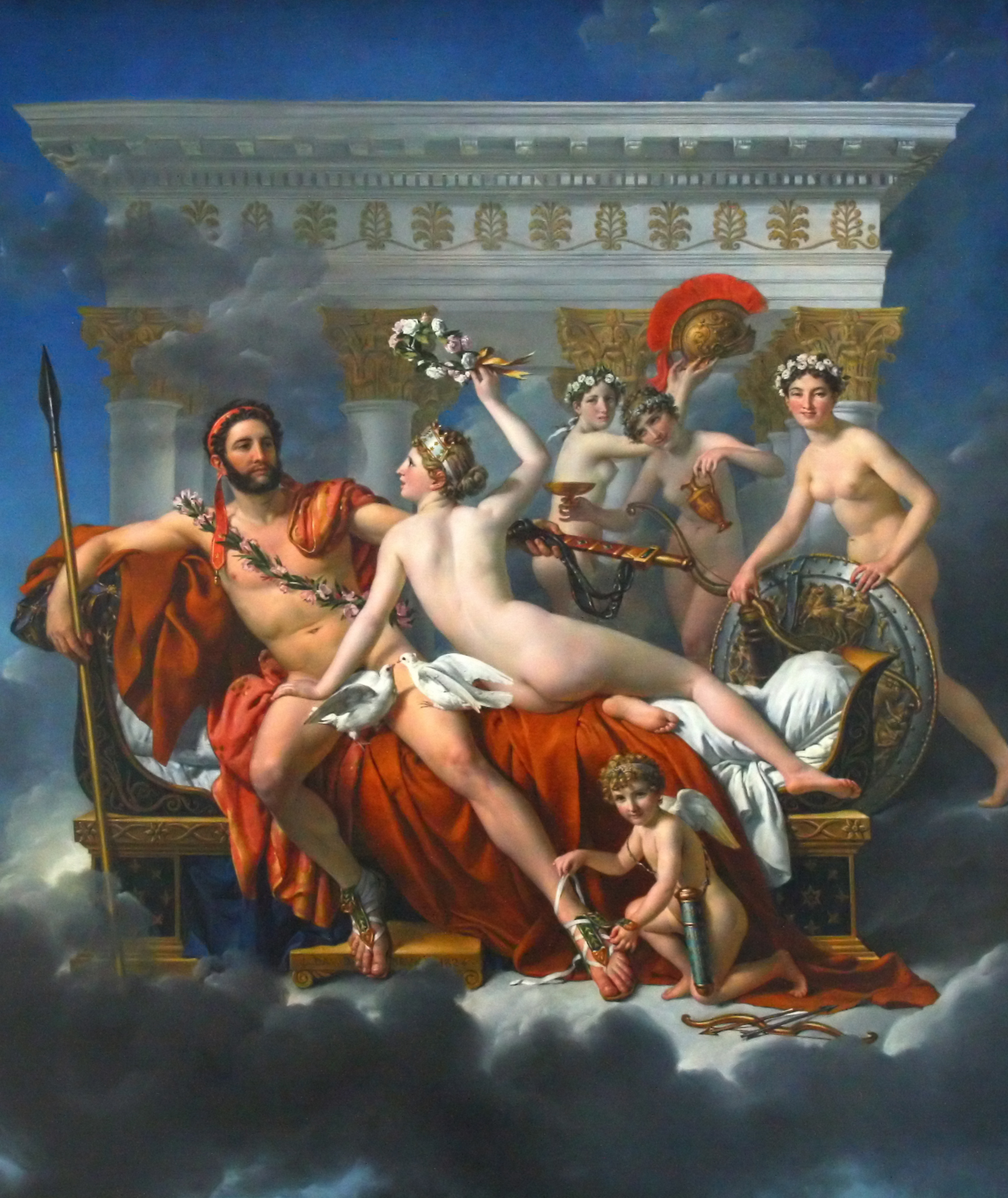
Marte desarmado por Venus, de Jacques Louis David, 1824.

## El papel de Vulcano
Cuando se representa el triángulo amoroso, aparece Vulcano-Hefaistos. Velázquez elige, en cambio, no el momento dramático en que el marido burlado intenta sorprender a los amantes en el lecho, sino el momento en el que Apolo le denuncia la infidelidad (La fragua de Vulcano).

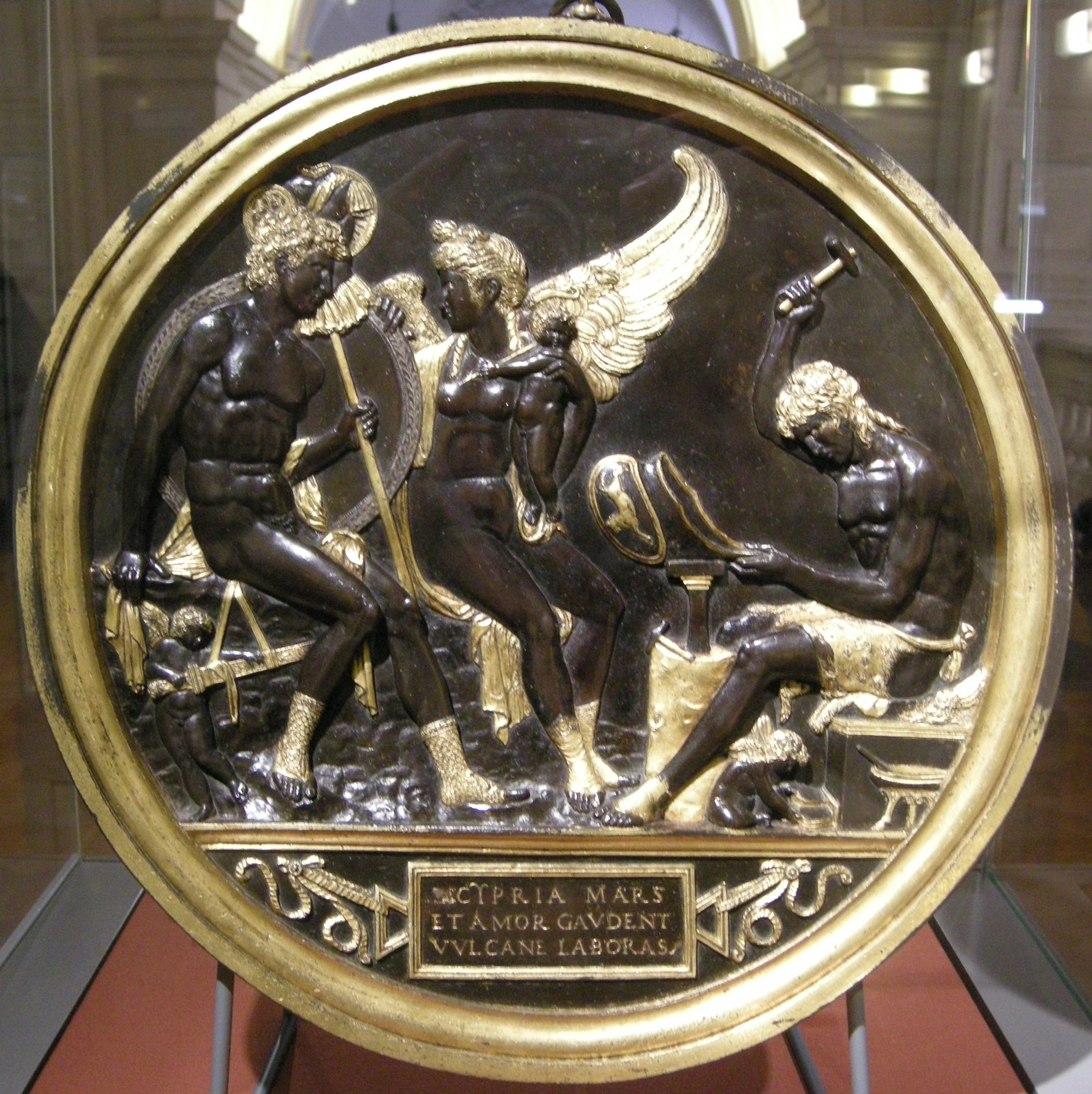
Marte, Venus, Cupido y Vulcano, relieve de escuela mantuana, finales del siglo XV.
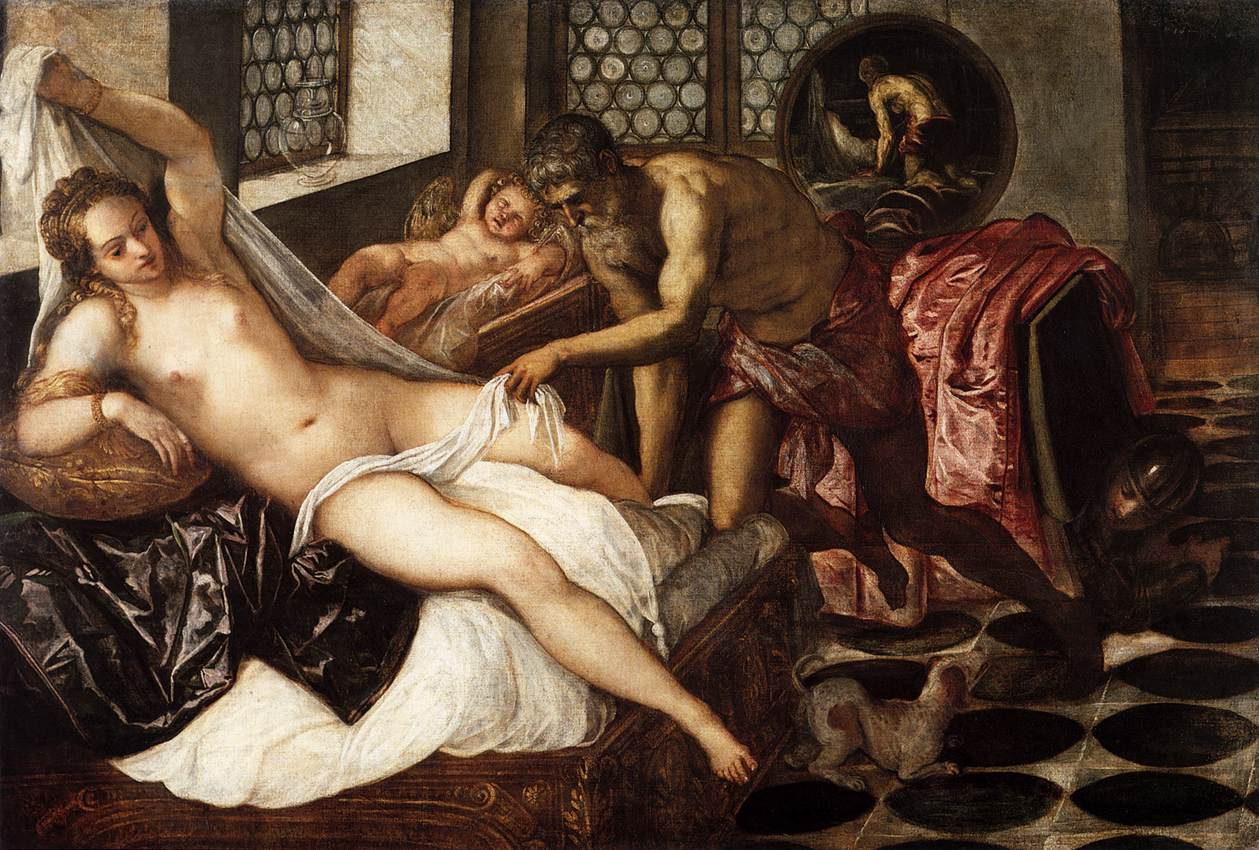
Tintoretto (Vulcano sorprende a Venus y Marte,[5]), 1545.
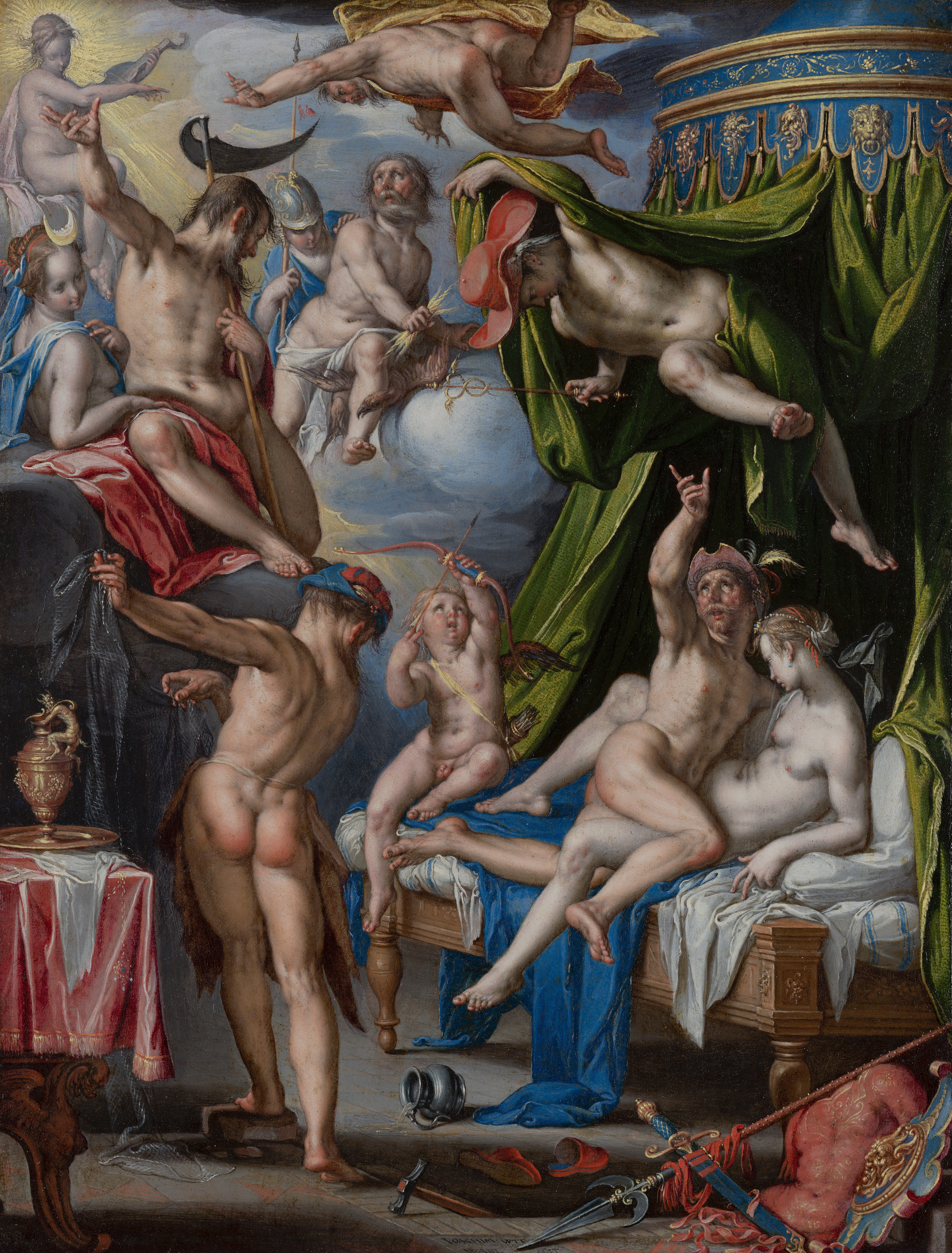
Venus y Marte sorprendidos por Vulcano (Wtewael), 1601.
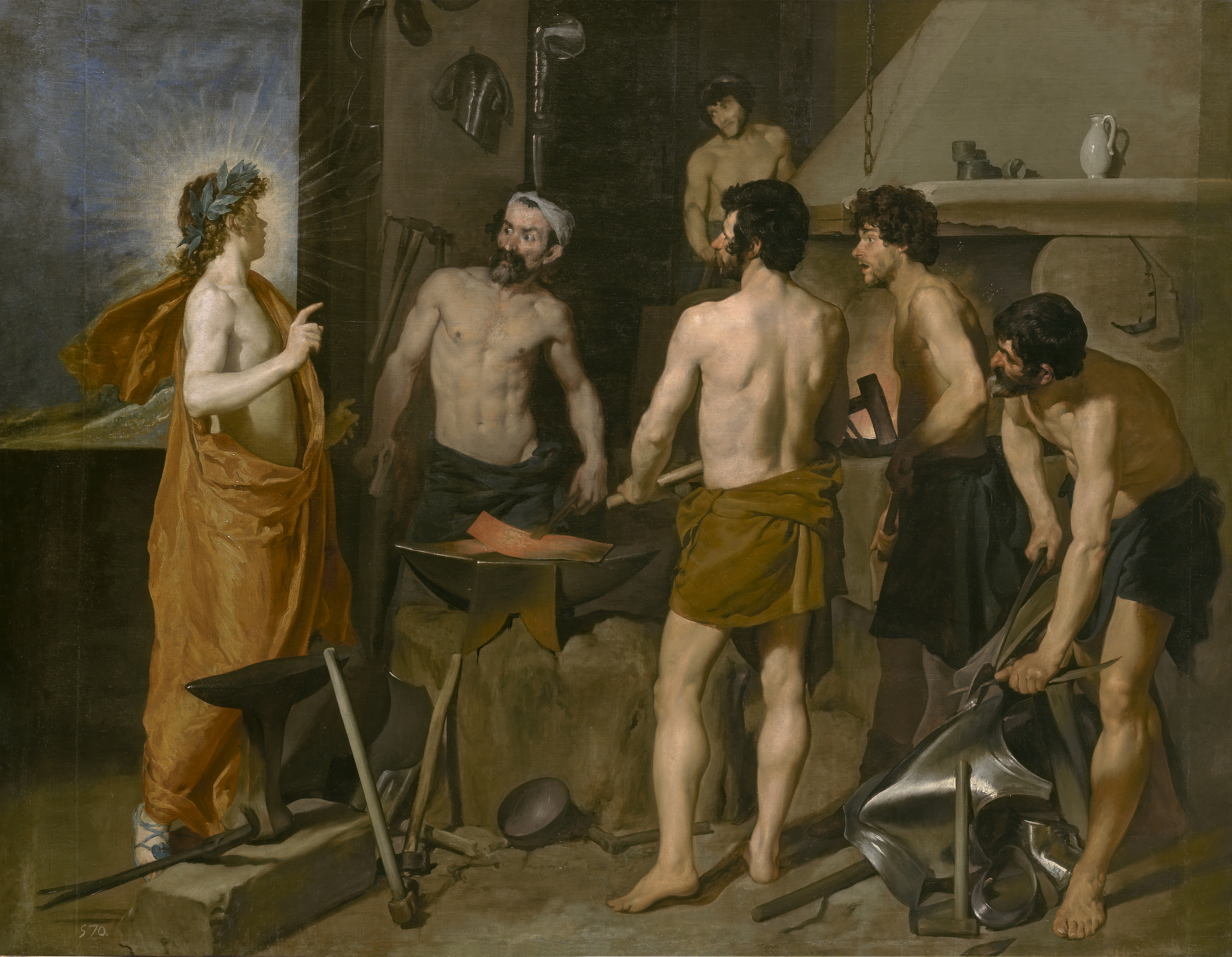
Velázquez, 1630.
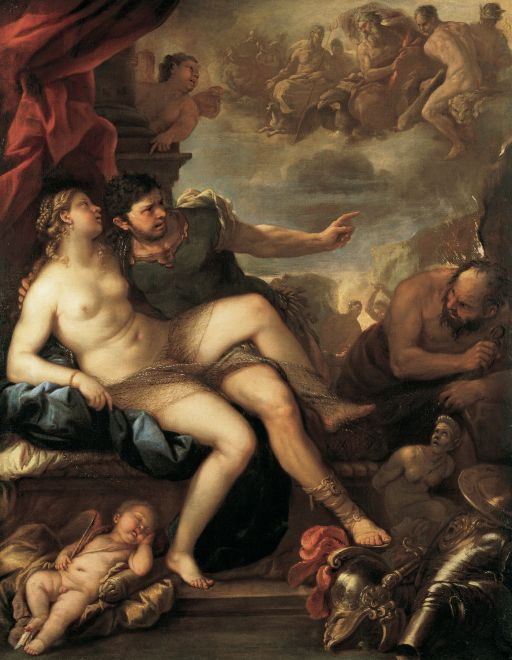
Luca Giordano, 1670.
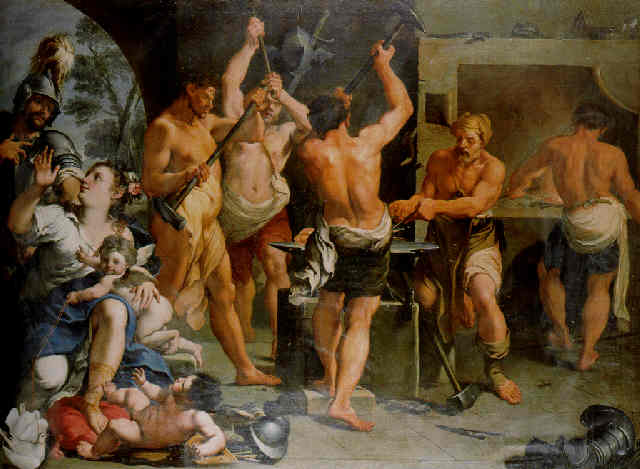
Aureliano Milani (Venus y Marte en la forja de Vulcano, siglo XVIII).

## Otros artes
Los amores de Marte y Venus es el título de una fábula mitológica de Juan de la Cueva (finales del siglo XVI).
The Loves of Mars and Venus ("Los amores de Marte y Venus") fue el primer ballet representado en Inglaterra, el 2 de marzo de 1717.

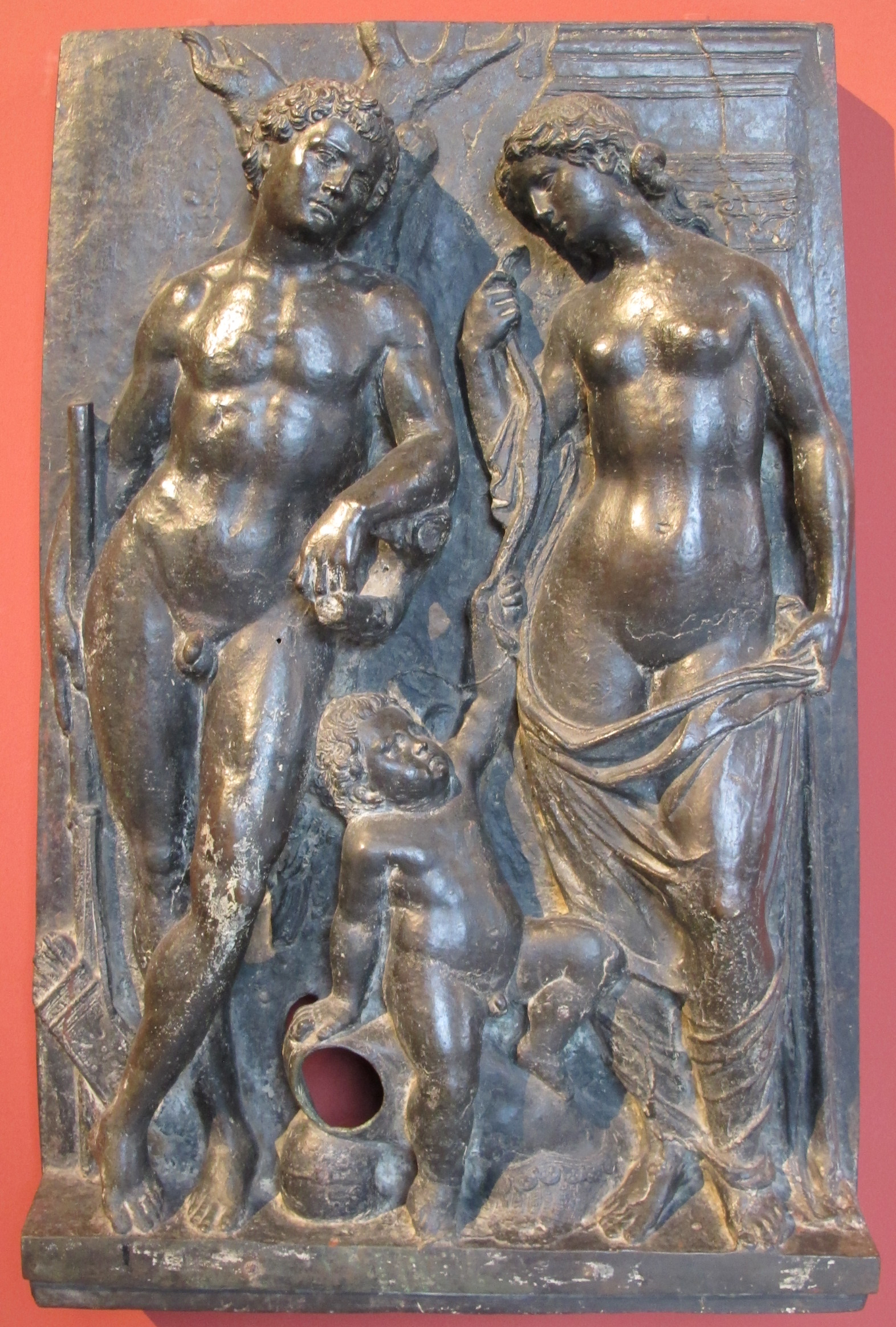
Antonio Lombardo.
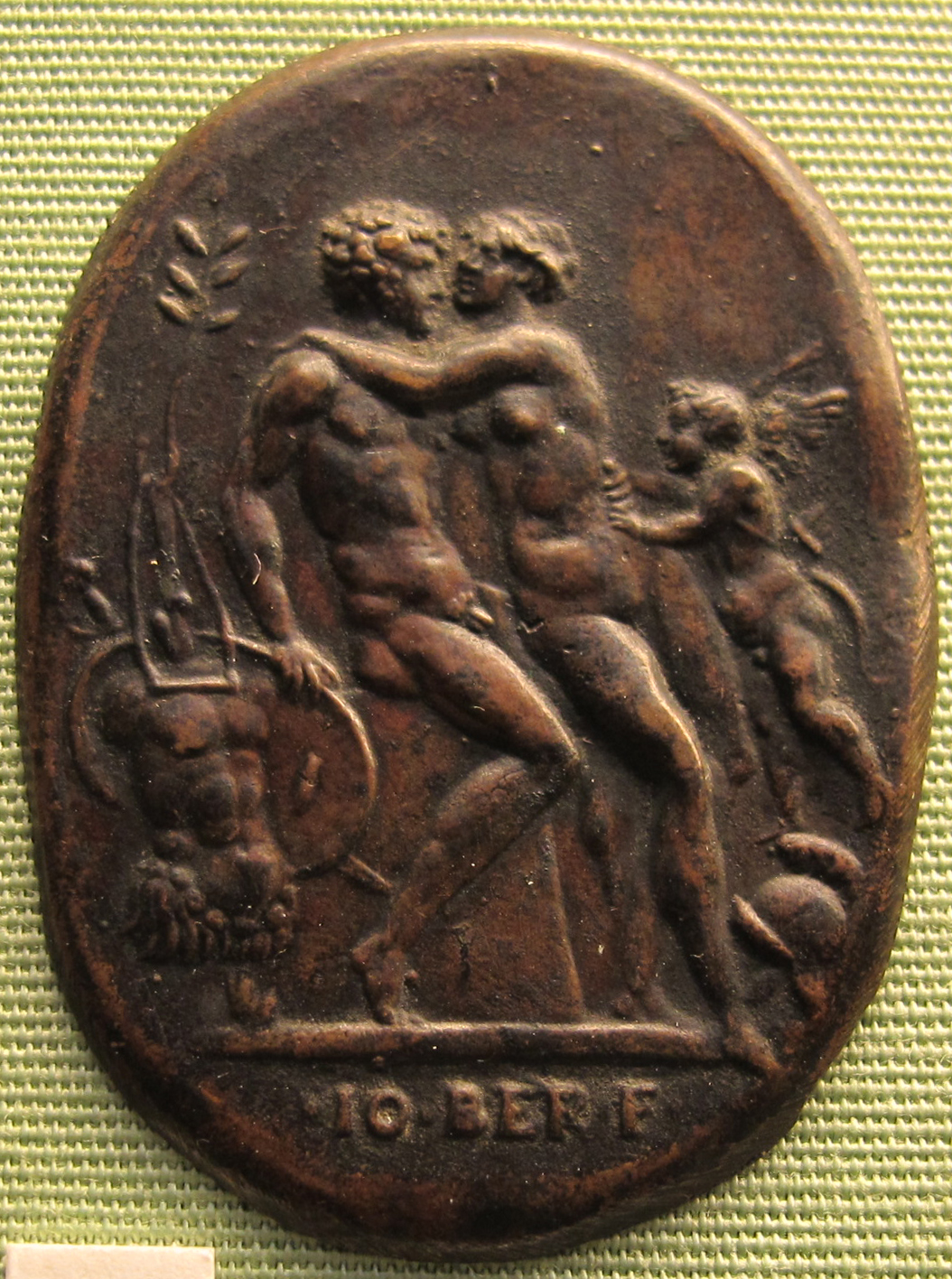
Giovanni Bernardi.
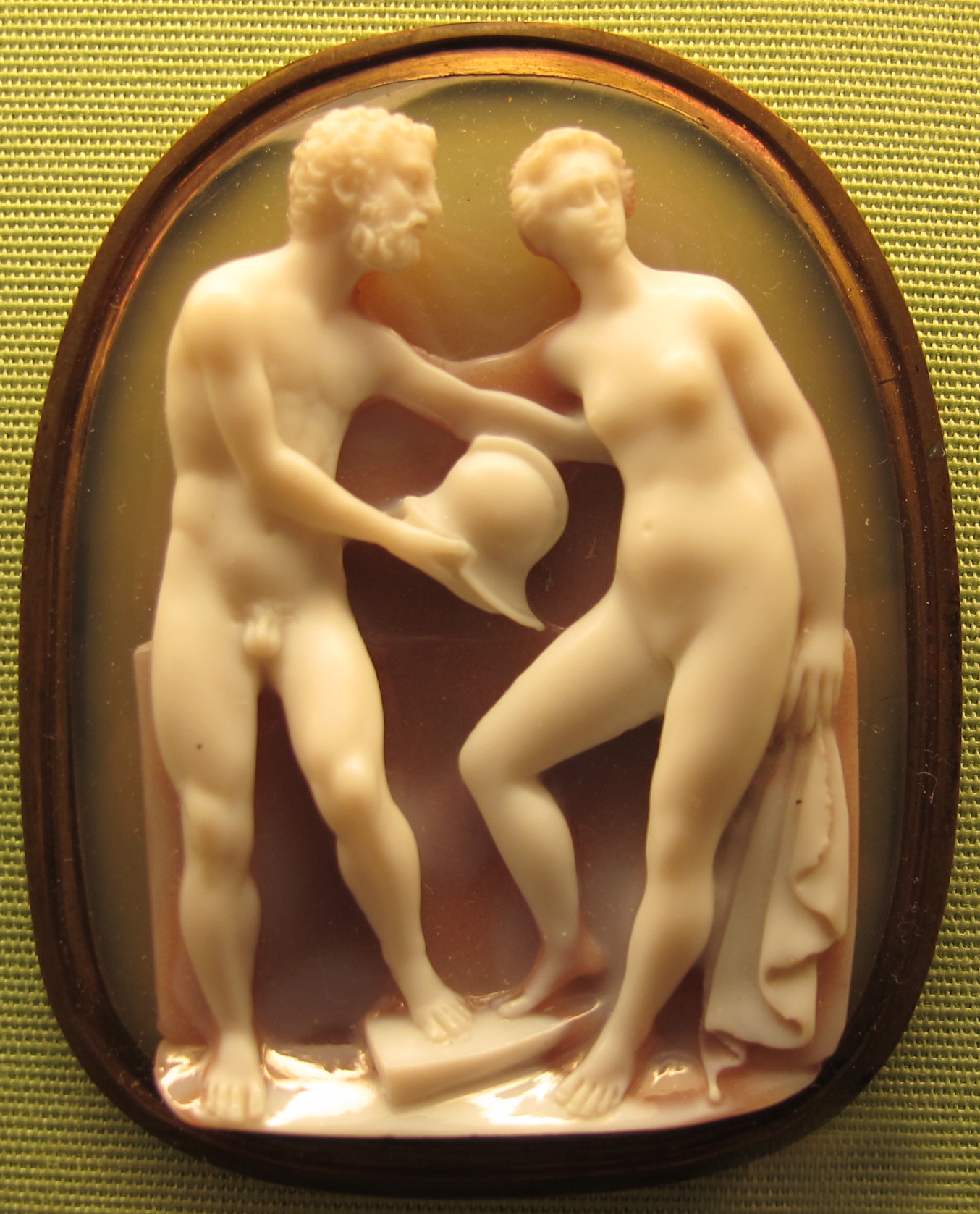
Talla en ágata (norte de Italia, ca. 1580).
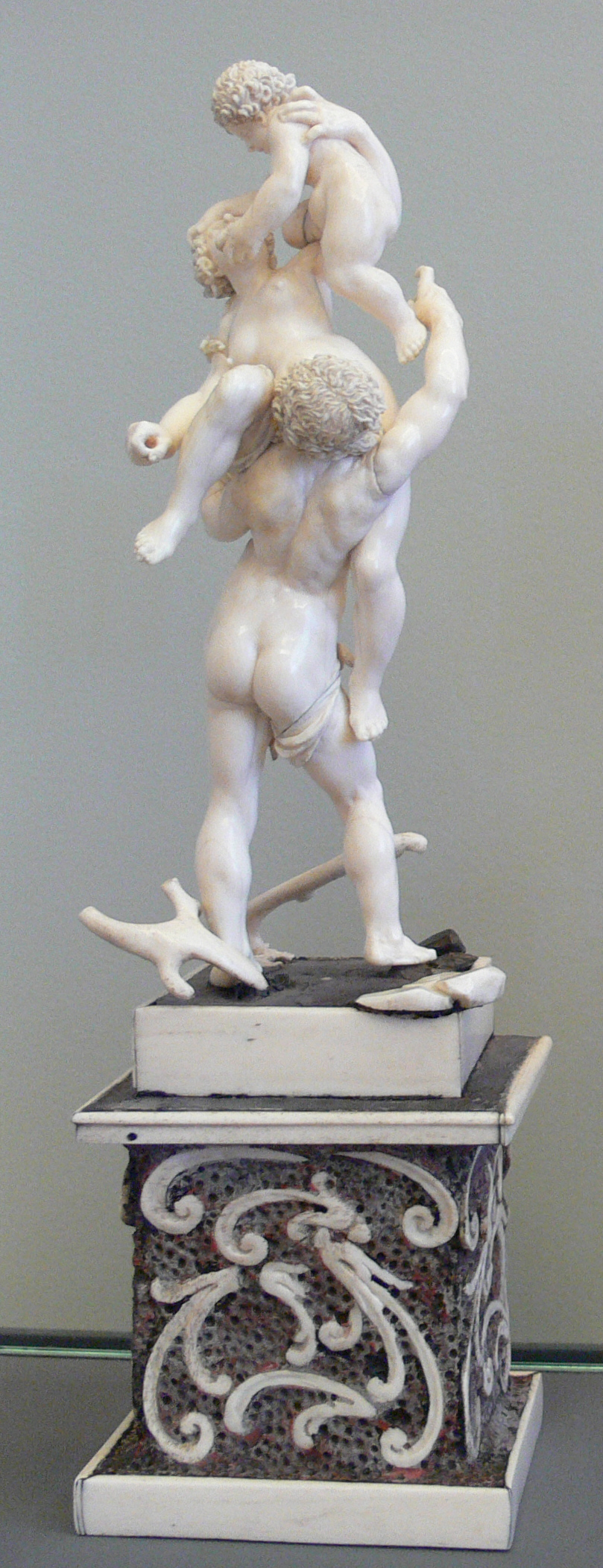
Maestro de las Furias (Furienmeister),[7] 1620.